# 2538 Vanderlinden
2538 Vanderlinden eller 1954 UD är en asteroid i huvudbältet, som upptäcktes den 30 oktober 1954 av den belgiske astronomen Sylvain Arend i Uccle. Den har fått sitt namn efter den belgiske astronomen Henri Vanderlinden.
Asteroiden har en diameter på ungefär 5 kilometer.